# Gouvernorat de Madaba
Le gouvernorat de Madaba est un Gouvernorat de la Jordanie. Son chef-lieu est la ville de Madaba.
Le muhafazah de Madaba est divisé en deux nahias : Dhiban et Madaba.

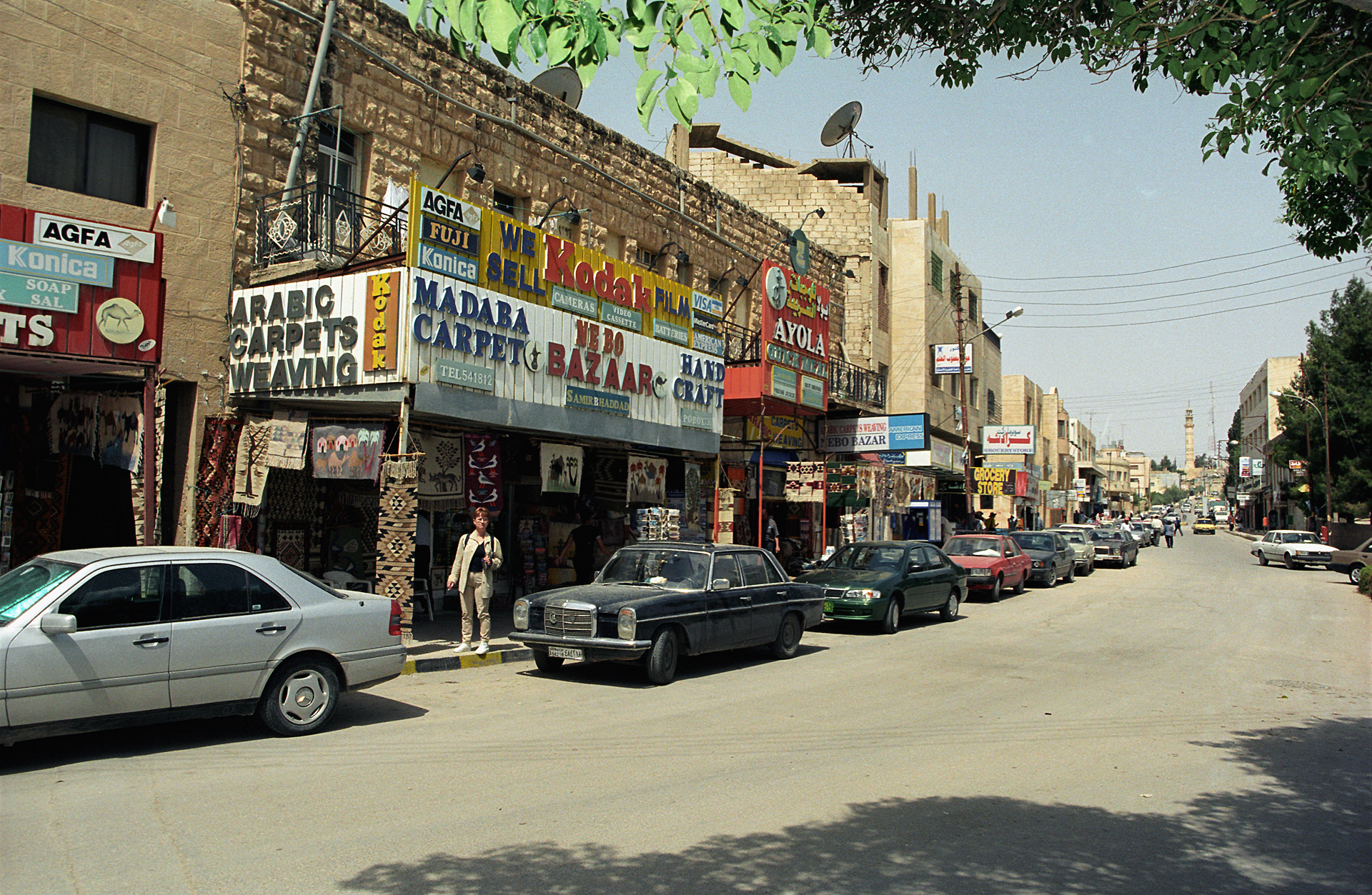
La ville de Madaba est la capitale du gouvernorat de Madaba